# Rossite
La rossite è un minerale.